# Rubritrochus
Rubritrochus is een geslacht van weekdieren uit de klasse van de Gastropoda (slakken).

## Soorten
- Rubritrochus declivis (Forsskål in Niebuhr, 1775)
- Rubritrochus pulcherrimus (A. Adams, 1855)